# Taisuke Nakamura
Taisuke Nakamura (Kyoto, 19 juli 1989) is een Japans voetballer.

## Carrière
Taisuke Nakamura speelde tussen 2008 en 2011 voor Kyoto Sanga FC. Hij tekende in 2012 bij Albirex Niigata.